# 6dFGS gJ050159.7-144314
A 6dFGS gJ050159.7-144314 egy küllős spirálgalaxis a Lepus (Nyúl) csillagképben. Sebessége a kozmikus mikrohullámú háttérhez viszonyítva 13 338±45 km/s, ami 625 Mly (191 Mpc) távolságnak felel meg. Átmérője körülbelül 35 000 fényév, így nagyjából a harmada a Tejútrendszerének.

## Szupernóva
Egy szupernóvát figyeltek meg a 6dFGS gJ050159.7-144314-ben:
Az SN 2025byu-t (II. típus, 18.7-es magnitúdó) a ZTF fedezte fel 2025. február 18-án.